# Liste der Straßen und Plätze in Niederpoyritz

Lage der Gemarkung Niederpoyritz in Dresden

Die Liste der Straßen und Plätze in Niederpoyritz beschreibt das Straßensystem im Dresdner Stadtteil Niederpoyritz mit den entsprechenden historischen Bezügen. Aufgeführt sind Straßen, die im Gebiet der Gemarkung Niederpoyritz liegen. Kulturdenkmale in der Gemarkung Niederpoyritz sind in der Liste der Kulturdenkmale in Niederpoyritz aufgeführt.
Niederpoyritz zählt zum statistischen Stadtteil Hosterwitz/Pillnitz, der wiederum zum Stadtbezirk Loschwitz der sächsischen Landeshauptstadt Dresden gehört. Wichtigste Straße in der Niederpoyritzer Flur ist die Pillnitzer Landstraße als Teil der Staatsstraße S 167, die Bühlau über Loschwitz, Niederpoyritz und Pillnitz mit dem Pirnaer Stadtteil Copitz verbindet. Eine hervorgehobene Rolle für den Verkehr im Dresdner Osten spielt daneben die von der Staats- abzweigende Kreisstraße K 6201, die unter dem Namen Staffelsteinstraße die Dresdner Elbhänge hinauf ins Schönfelder Hochland führt. Insgesamt gibt es in Niederpoyritz 14 benannte Straßen und Plätze, die in der folgenden Liste aufgeführt sind.

## Legende
Die nachfolgende Tabelle gibt eine Übersicht über die vorhandenen Straßen und Plätze im Ortsteil sowie einige dazugehörige Informationen. Im Einzelnen sind dies:
- Name/Lage: Aktuelle Bezeichnung der Straße oder des Platzes sowie unter ‚Lage‘ ein Koordinatenlink, über den die Straße oder der Platz auf verschiedenen Kartendiensten angezeigt werden kann. Die Geoposition gibt dabei ungefähr die Mitte der Straße an.
- Länge/Maße in Metern: Die in der Übersicht enthaltenen Längenangaben sind nach mathematischen Regeln auf- oder abgerundete Übersichtswerte, die in Google Earth mit dem dortigen Maßstab ermittelt wurden. Sie dienen eher Vergleichszwecken und werden, sofern amtliche Werte bekannt sind, ausgetauscht und gesondert gekennzeichnet. Bei Plätzen sind die Maße in der Form a × b dargestellt. Der Zusatz ‚im Stadtteil‘ bzw. ‚im Ortsteil‘ gibt an, wie lang die Straße innerhalb des Stadt-/Ortsteils ist, sofern sie durch mehrere Stadt-/Ortsteile verläuft.
- Namensherkunft: Ursprung oder Bezug des Namens.
- Jahr der Benennung: Zeitpunkt, zu dem die Straße ihren heute gültigen Namen erhielt (sofern bekannt).
- Anmerkungen: Weitere Informationen bezüglich anliegender Institutionen, der Geschichte der Straße, historischer Bezeichnungen, Baudenkmalen usw.
- Bild: Foto der Straße.

## Straßenverzeichnis
| Name/Lage                   | Länge/Maße | Namensherkunft                                | Jahr der Benennung | Anmerkungen | Bild |
| --------------------------- | ---------- | --------------------------------------------- | ------------------ | --- | ---- |
| Am Friedenshang Lage        |            | Frieden nach dem Zweiten Weltkrieg            | 1949               | Die Straße Am Friedenshang erhielt ihren Namen auf Wunsch von Anwohnern. Sie war 1934 zur Erschließung eines geplanten Wohngebiets am Elbhang entstanden und hatte zunächst die Bezeichnung Wohnstraße F getragen. |      |
| An der Kucksche Lage        |            | Lage an der Kucksche, einem Bach              |                    | Die Kucksche kommt aus dem Preßgrund und ist der unterste linke und wichtigste Nebenfluss des Helfenberger Bachs. Die Straße An der Kucksche ist Teil der alten Verbindung zwischen Niederpoyritz und dem östlichen Nachbarortsteil Rockau. |      |
| Dresdner Straße Lage        |            | Dresden                                       | 1926/31            | Die Dresdner Straße ist Teil der alten rechtselbischen Landstraße von Dresden nach Pillnitz und verbindet Niederpoyritz über Hosterwitz mit Pillnitz. |      |
| Eugen-Dieterich-Straße Lage |            | Eugen Dieterich                               | 1909               | Die Eugen-Dieterich-Straße ist Teil der alten Verbindung von Niederpoyritz vorbei am einstigen Rittergut durch den Helfenberger Grund nach Helfenberg und erhielt ihren Namen 1909 im Zusammenhang mit ihrem damaligen Ausbau. |      |
| Laubegaster Straße Lage     |            | Laubegast, südwestlich benachbarter Stadtteil | 1904               | Die Laubegaster Straße führt vom Niederpoyritzer Dorfkern entlang der Elbwiesen nach Hosterwitz. Am ehemaligen Gasthaus Zur Schanze im Westen der Hosterwitzer Flur befand sich von 1501 bis 1992 eine Fährstelle über die Elbe nach Laubegast. |      |
| Moosleitenweg Lage          |            | Moosleite, ein Bach                           |                    | Der Moosleitenweg wurde anfangs als Communaler Fußweg nach Pappritz und dann als Moosleite (heute noch der offizielle Name des obersten Teils in Pappritz) bezeichnet. Er ist eine wichtige Verbindung vom Schönfelder Hochland zur Elbfähre Laubegast–Niederpoyritz. |      |
| Pappritzer Weg Lage         |            | Pappritz, nördlicher Nachbarortsteil          | 1902               | Der Pappritzer Weg hieß im 19. Jahrhundert Steinweg bzw. Staffelweg und ist Teil der alten Verbindung von Niederpoyritz nach Pappritz. Beim Bau der Staffelsteinstraße 1914 wurde er teilweise überbaut und im oberen Abschnitt als Treppe ausgeführt. |      |
| Pillnitzer Landstraße Lage  |            | Landstraße nach Pillnitz                      | 1953               | Die Pillnitzer Landstraße ging durch Straßenausbau, der auf Niederpoyritzer Flur 1886/87 vorgenommen wurde, aus dem alten Verbindungsweg von Loschwitz nach Pillnitz hervor. Im 19. Jahrhundert wurde sie als Loschwitz-Lohmener bzw. Loschwitz-Pillnitzer Straße, ab 1910 nur noch als Pillnitzer Straße bezeichnet. |      |
| Plantagenweg Lage           |            | Plantage                                      | 1950 (ca.)         | Der Plantagenweg trug anfänglich den Namen Schulstraße, da sich dort das Niederpoyritzer Schulhaus befand. Im Zusammenhang mit der Eingemeindung nach Dresden wurde die Straße umbenannt, um Verwechslungen mit gleichnamigen Straßen im Stadtgebiet zu vermeiden. |      |
| Rockauer Straße Lage        |            | Rockau                                        |                    | Die Rockauer Straße ist Teil der alten Verbindung zwischen Niederpoyritz und dem östlichen Nachbarortsteil Rockau und wurde zu Beginn des 20. Jahrhunderts zur Straße ausgebaut. Sie wurde 1916 umbenannt in Hans-Dieterich-Straße nach dem kaufmännischen Direktor der Chemischen Fabrik Helfenberg Hans Dieterich (1867–1916), einem Sohn Eugen Dieterichs. Wegen Verwechslungen mit der benachbarten Eugen-Dieterich-Straße wurde sie 1930 wieder rückbenannt. |      |
| Siedlungsstraße Lage        |            | Siedlung                                      | 1930               | Die Siedlungsstraße entstand Anfang der 1920er Jahre zur Erschließung eines Wohngebiets und hieß zunächst Wohnstraße D. Ihren neuen Namen trug sie inoffiziell bereits ab 1927. |      |
| Staffelsteinstraße Lage     |            | Gasthaus Staffelstein                         | 1930               | Die Staffelsteinstraße entstand 1914 durch Ausbau des schmalen und schwer befahrbaren Staffelsteinwegs und hieß zunächst Bergstraße. |      |
| Wachwitzer Bergstraße Lage  |            | An einem Berg gelegene Straße in Wachwitz     |                    | Die Wachwitzer Bergstraße entstand nach 1900 durch Ausbau eines alten Wirtschaftswegs zur Fahrstraße. Der untere Teil hieß nach dem privaten Finanzier der Straße, dem Besitzer des hier liegenden Grundstücks, zunächst Dr.-Weingart-Straße. Den Namen Bergstraße erhielt sie 1911, der Zusatz Wachwitzer wurde nach der Eingemeindung nach Dresden nötig, um Verwechslungen mit gleichnamigen Straßen im Stadtgebiet zu vermeiden.                              |      |
| Wohnweg Lage                |            | Wohnen                                        | 1950               | Der 1928 als Wohnstraße E projektierte Wohnweg sollte ab 1937 zur Straße ausgebaut werden, wozu es jedoch nicht kam. Er geht auf einen alten Botenweg zurück, der die wettinischen Besitzungen in Pillnitz und Moritzburg unter anderem durch die Niederpoyritzer Weinberge und die Dresdner Heide hindurch verband. |      |